# Ryszard Szurkowski
Ryszard Szurkowski (n. 12 ianuarie 1946, Świebodów⁠(d), Milicz County⁠(d), Voievodatul Silezia Inferioară, Polonia – d. 1 februarie 2021, Radom, Polonia) a fost un ciclist de performanță ce a reprezentat Polonia, medaliat olimpic. A participat la 2 ediții ale Jocurilor Olimpice (1972, 1976) în care a câștigat două medalii de argint.